# Šime Budinić
Šime Budinić (Zadar, između 1530. i 1535. – Zadar, 13. prosinca 1600.), hrvatski književnik i prevoditelj. Pisao je pjesme psalmističke intonacije, ljubavne pjesme i katekizme. Autor je jedne latinske satire.
Rani stihovi obilježeni su mu utjecajem pastoralne i petrarkističke poezije. Smatra se da je opjevao pobjedu u bitci kod Lepanta. Godine 1581. odlazi u Rim, gdje je kao poznavatelj glagoljice i ćirilice (Summa nauka krstjanskoga ) radio na prilagođavanju domaćih crkvenih knjiga prema odredbama Tridentskog sabora. U Rimu objavljuje djela na čakavskom Pokorni i mnozi ini psalami Davidovi (1582.) i Izpravnik za erei izpovidnici i za pokornici (1582.), te na vlastitom književnom jeziku temeljenom na crkveno-slavenskom s mnoštvom poljskih i čeških leksema. Prvi je upotrijebio dijakritičke znakove za slova č i ž. 